# Verbandsgemeinde Lambsheim-Heßheim
La comunità amministrativa di Lambsheim-Heßheim (Verbandsgemeinde Lambsheim-Heßheim) si trova nel circondario del Reno-Palatinato nella Renania-Palatinato, in Germania.

## Comuni
Fanno parte della comunità amministrativa i seguenti comuni:
| Comune, città                      | Sup. (km²) | Abitanti |
| ---------------------------------- | ---------- | -------- |
| Beindersheim                       | 5,73       | 3 332    |
| Großniedesheim                     | 3,78       | 1 351    |
| Heßheim                            | 5,78       | 3 137    |
| Heuchelheim bei Frankenthal        | 5,76       | 1 260    |
| Kleinniedesheim                    | 3,88       | 918      |
| Lambsheim                          | 12,75      | 7 072    |
| Verbandsgemeinde Lambsheim-Heßheim | 37,68      | 17 070   |

(Abitanti al 31 dicembre 2021)